# Ischnothyreus linzhiensis
Ischnothyreus linzhiensis là một loài nhện trong họ Oonopidae.
Loài này thuộc chi Ischnothyreus. Ischnothyreus linzhiensis được miêu tả năm 2001 bởi Hu.